# Rhynchostegium bello-intricatum
Rhynchostegium bello-intricatum là một loài rêu trong họ Brachytheciaceae. Loài này được Broth. Paris mô tả khoa học đầu tiên năm 1900.